# Robby Unser
Robby Unser (Albuquerque, 12 de janeiro de 1968) é um ex-piloto norte-americano de automobilismo.

## Carreira
Na CART (mais tarde, Champ Car), disputou apenas 1 GP em 1988, pela equipe Hemelgarn. Aos 20 anos de idade, não conseguiu vaga no GP de Laguna Seca.
Seria na recém-criada Indy Racing League que Robby teria maior sucesso, disputando 22 corridas entre 1998 e 2000, conquistando 2 pódios: o primeiro, na corrida 2 do Texas, em 1998, e o segundo foi conquistado em Atlanta, no ano seguinte. Aposentou-se das pistas em 2000, com apenas 32 anos.
É o filho mais novo do tricampeão das 500 Milhas de Indianápolis Bobby Unser e primo dos também ex-pilotos Al Unser, Jr. e Johnny Unser. O tio de Robby, Jerry, faleceu em 1959.

## Resultados na Indy 500
| Ano  | Chassis            | Motor      | Largou em        | Chegou em        |
| ---- | ------------------ | ---------- | ---------------- | ---------------- |
| 1998 | G-Force GF01B      | Oldsmobile | 17º              | 5º               |
| 1999 | Dallara IR9        | Oldsmobile | 17º              | 8º               |
| 2000 | Riley & Scott Mk V | Oldsmobile | Não classificado | Não classificado |